# Ḉ
Ḉ es una C con cedilla y acento agudo, el cual indica un aumento de tono.
Forma parte del alfabeto latino extendido y se utiliza en la romanización KNAB del idioma adigué.

## Unicode
Su código en Unicode es U+1E08 para la mayúscula y U+1E09 para la minúscula.
| Carácter      | Ḉ                                             | Ḉ                                             | ḉ                                           | ḉ                                           |
| ------------- | --------------------------------------------- | --------------------------------------------- | ------------------------------------------- | ------------------------------------------- |
| Unicode       | LATIN CAPITAL LETTER C WITH CEDILLA AND ACUTE | LATIN CAPITAL LETTER C WITH CEDILLA AND ACUTE | LATIN SMALL LETTER C WITH CEDILLA AND ACUTE | LATIN SMALL LETTER C WITH CEDILLA AND ACUTE |
| Codificación  | decimal                                       | hex                                           | decimal                                     | hex                                         |
| Unicode       | 7688                                          | U+1E08                                        | 7689                                        | U+1E09                                      |
| UTF-8         | 225 184 136                                   | E1 B8 88                                      | 225 184 137                                 | E1 B8 89                                    |
| Ref. numérica | &#7688;                                       | &#x1E08;                                      | &#7689;                                     | &#x1E09;                                    |